# Ana Pontón
Ana Belén Pontón Mondelo (/ˈana βeˈlɛ̃n põn̪ˈtõm mõn̪ˈdelo/) est une femme politique espagnole nationaliste galicienne née le 27 juillet 1977 à Sarria (province de Lugo). Elle est membre du Bloc nationaliste galicien (BNG).
Elle commence à militer en politique dès l'âge de 16 ans, au sein de l'organisation de jeunesse du BNG dont elle devient la numéro deux en 2000. Quatre ans plus tard, elle entre au Parlement de Galice en qualité de suppléante.
Porte-parole de son groupe parlementaire au cours de l'année 2012, elle est élue porte-parole nationale du Bloc nationaliste galicien en 2016. En cette qualité, elle se présente trois fois à la présidence de la Junte de Galice lors des élections parlementaires. Sa candidature en 2024 permet au BNG de réaliser son meilleur résultat historique.

## Famille et études
Ana Belén Pontón Mondelo naît le 27 juillet 1977 à Sarria, dans la province de Lugo. Troisième enfant d'une fratrie de quatre, elle grandit dans la demeure familiale, au lieu-dit Chorrente, construite par son arrière grand-père au début du XXe siècle.
Elle étudie la science politique et de l'administration à l'université de Saint-Jacques-de-Compostelle, où elle obtient sa licence. Elle s'engage dans le militantisme syndical dès sa première année d'études supérieures, en participant aux comités ouverts de la faculté (CAF). Ce premier engagement est marqué par sa défense du féminisme.

## Engagement politique

### Jeunesse nationaliste
À l'âge de 16 ans, Ana Pontón adhère à l'organisation Galiza Nova (es), mouvement de jeunesse du Bloc nationaliste galicien (BNG). Elle atteint six ans plus tard le poste de secrétaire à l'Organisation de Galiza Nova. Militante de l'Union du peuple galicien (UPG), elle est élue en 2001 au conseil national du Bloc nationaliste galicien (BNG), dont l'UPG est la principale composante.

### Députée galicienne

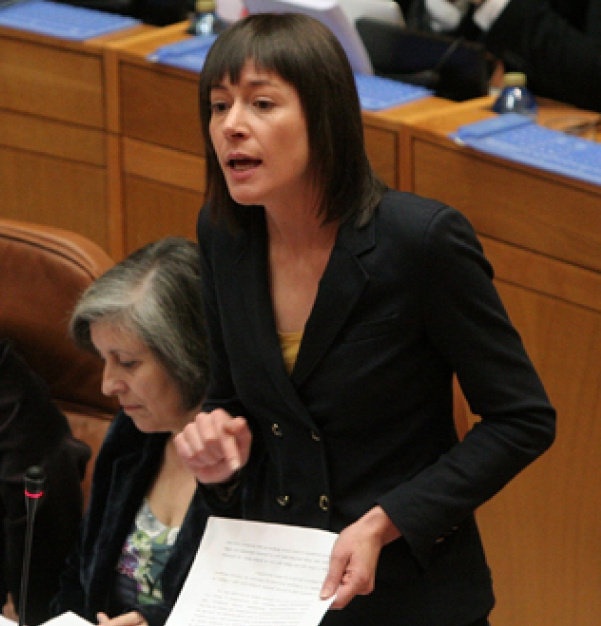
Ana Pontón est porte-parole parlementaire du BNG en 2012.

Au début de l'année 2004, Ana Pontón entre au Parlement de Galice pour remplacer la députée Pilar García Negro (es). Elle est réélue en 2005, puis en 2009. Au cours de ses mandats, elle est responsable pour le BNG de secteurs comme la culture, la langue, l'environnement ou les infrastructures.
À la suite de la XIIIe assemblée du BNG, elle est désignée en février 2012 porte-parole du groupe parlementaire par la commission exécutive en remplacement de Carlos Aymerich (gl), après que le conclave a approuvé un changement du règlement interdisant au chef de file d'un courant structuré d'occuper la direction du groupe de députés. À cette occasion, elle donne la réplique au président de la Junte Alberto Núñez Feijóo lors du débat sur l'état de la communauté autonome, organisé au Parlement le 13 mars suivant. Elle affirme notamment qu'il est « le pire président de l'histoire de Galice » et que les Galiciens sont chaque jour plus nombreux à vouloir le « licencier sans indemnité ».
À la suite des élections anticipées du 21 octobre 2012, au cours desquelles Núñez Feijóo renforce sa majorité absolue, elle est remplacée par le chef de file électoral Francisco Jorquera.

### Cheffe de file du BNG

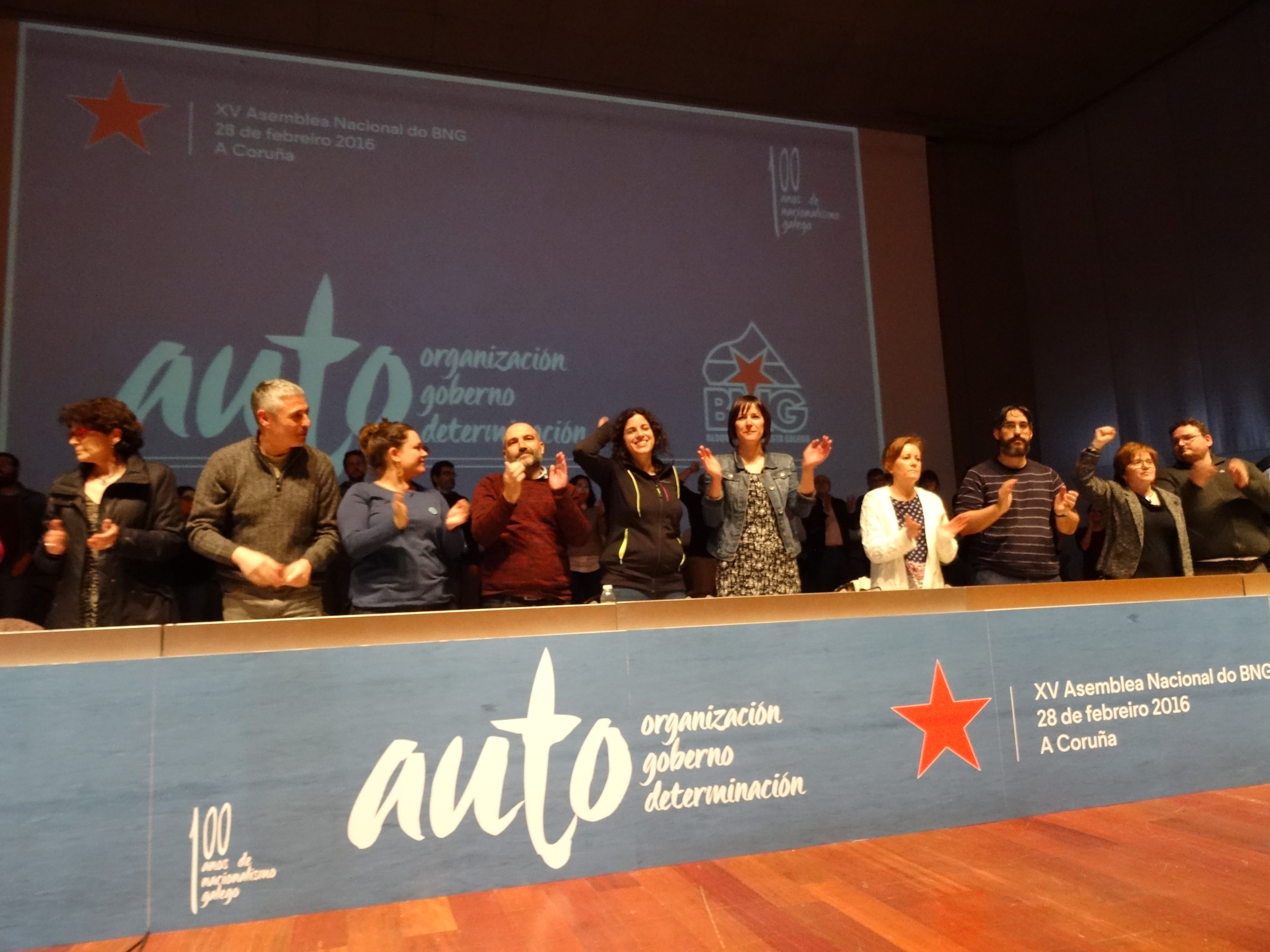
Ana Pontón est élue porte-parole nationale du BNG en 2016.

Après que le Bloc nationaliste galicien a perdu sa représentation au Congrès des députés lors des élections générales du 20 décembre 2015, le conseil national s'accorde le 20 février 2016 pour proposer une liste de candidats à la commission exécutive emmenée par Ana Pontón aux délégués de la XVe assemblée, convoquée huit jours après. Le 28 février, sa liste est élue par 86 % des voix, ce qui fait d'elle la première femme à occuper les fonctions de porte-parole national dans l'histoire du BNG. Elle défend un positionnement de gauche écologiste et féministe, promouvant le respect du galicien.
Le BNG ayant supprimé la règle interdisant au principal dirigeant du parti d'en mener la campagne, elle se présente aux élections parlementaires galiciennes du 25 septembre 2016 comme candidate à la présidence de la Xunta. Ayant perdu seulement un de ses sept députés, soit un résultat meilleur que celui pronostiqué par les enquêtes d'opinion, elle est réélue porte-parole nationale lors de la XVIe assemblée du Bloc, sa liste recueillant 98 % des voix le 26 mars 2017.
Elle postule de nouveau à la présidence de la Junte de Galice à l'occasion des élections parlementaires du 12 juillet 2020, étant la seule cheffe de file de la gauche de 2016 à se représenter. Elle conduit une campagne personnalisée, revendiquant notamment la nécessité de mesures de conciliation entre vie professionnelle et vie familiale pour les femmes. Au soir du scrutin, elle permet au BNG de réaliser le meilleur résultat de son histoire avec 19 députés sur 75, devançant le Parti socialiste tandis que le Parti populaire conserve sa majorité absolue, et siphonnant l'électorat d'Unidas Podemos.
En ouverture de la réunion de la direction du BNG le 26 août 2021, elle indique qu'elle ouvre « une période de réflexion personnelle » avant la tenue de la XVIIe assemblée nationale du Bloc, organisée le 7 novembre suivant. En raison des résultats obtenus aux dernières élections, de sa capacité à avoir rassemblé les différentes factions du BNG et de sa stature de principale opposante à Alberto Núñez Feijóo, cette annonce crée un choc parmi les militants du Bloc nationaliste, qui s'attendaient jusqu'à présent à un processus de congrès constructif, tranquille et simple. Elle décide deux mois plus tard d'être de nouveau candidate à la direction du BNG. Elle est effectivement réélue le 7 novembre par la XVIIe assemblée nationale du Bloc, recueillant 99 % de votes favorables, après avoir fait approuver son rapport de gestion par 99,3 % des voix et obtenu le rejet d'une motion défendant un positionnement idéologique clairement indépendantiste.
Le 25 novembre 2023, elle est proclamée cheffe de file pour les élections autonomiques de 2024 lors d'un conseil national du BNG, après avoir obtenu le soutien de 99,18 % des près de 3 000 militants ayant pris part au vote dans leurs assemblées locales. Pour ce scrutin, elle choisit de mener une campagne de large ouverture, insistant sur une posture présidentielle et renonçant aux revendications idéologiques afin de séduire bien au-delà de l'électorat de la gauche nationaliste. Le scrutin voit le BNG obtenir le meilleur résultat de son histoire avec plus de 31 % des voix grâce à un réflexe de « vote utile », mais le Parti populaire conserve sa majorité absolue.
Elle annonce le 14 septembre suivant la convocation de la XVIIIe assemblée nationale du BNG pour le 1er décembre. Postulant à sa propre succession avec le soutien de l'appareil du parti, elle fait face à deux candidatures concurrentes, après deux congrès sans opposant. L'Union du peuple galicien (UPG), principal courant interne du BNG, publie le 26 novembre un communiqué invitant au respect du « pluralisme » interne et à un fonctionnement « plus collectif » éloignée de toute « tentation présidentialiste », ce qui constitue autant de messages adressés à Ana Pontón. Sa liste pour la commission exécutive obtient le 1er décembre 84,14 % des voix, soit un résultat similaire à un point près à celui de 2016.